# Doduo et Dodrio
Doduo (ドードー, Dodo, dans les versions originales en japonais) et son évolution, Dodrio (ドードリオ, Dodorio), sont deux espèces de Pokémon de première génération.
Issus de la célèbre franchise de médias créée par Satoshi Tajiri, ils apparaissent dans une collection de jeux vidéo et de cartes, dans une série d'animation, plusieurs films, et d'autres produits dérivés, ils sont imaginés par l'équipe de Game Freak et dessinés par Ken Sugimori. Leur première apparition a lieu au Japon en 1996, dans les jeux vidéo Pokémon Vert et Pokémon Rouge. Ces deux Pokémon sont tous du double type normal et vol et occupent respectivement les 84e et 85e emplacements du Pokédex, l'encyclopédie fictive recensant les différentes espèces de Pokémon.

## Création
La franchise Pokémon, développée par Game Freak pour Nintendo et introduite au Japon en 1996, tourne autour du concept de capture et d'entraînement de 150 espèces de créatures appelées Pokémon, afin de les utiliser pour combattre des Pokémon sauvages et ceux d'autres dresseurs Pokémon, qu'il s'agisse de personnages non-joueurs ou d'autres joueurs humains. La puissance des Pokémon au combat est déterminée par leurs statistiques d'attaque, de défense et de vitesse et ils peuvent apprendre de nouvelles capacités en accumulant des points d'expérience ou si leur dresseur leur donne certains objets.

### Conception graphique
La conception de Doduo et de Dodrio est le fait, comme pour la plupart des Pokémon, de l'équipe chargée du développement des personnages au sein du studio Game Freak. Leur apparence est finalisée par Ken Sugimori pour la première génération des jeux Pokémon, Pokémon Rouge et Pokémon Vert, sortis à l'extérieur du Japon sous les titres de Pokémon Rouge et Pokémon Bleu,.

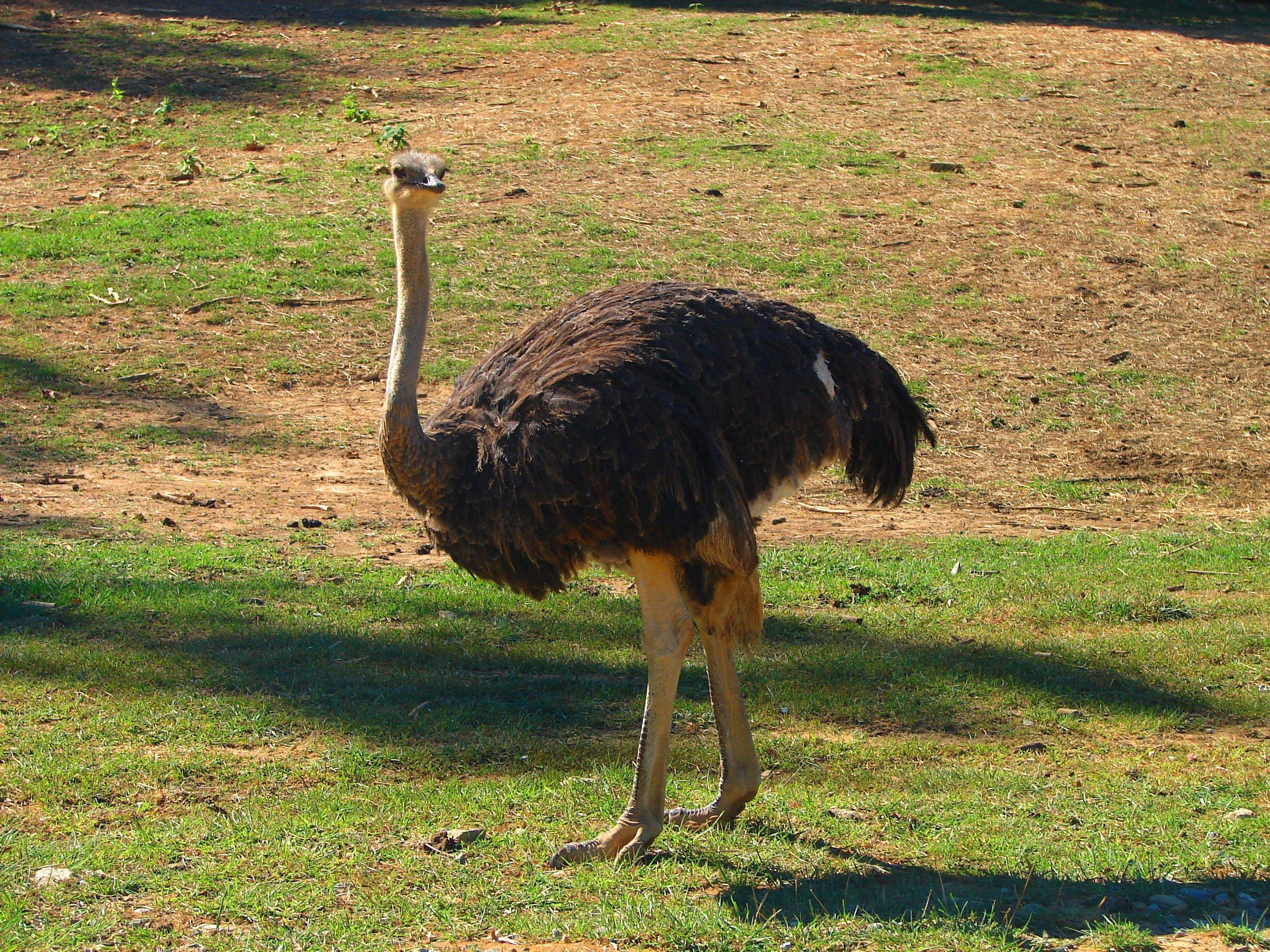
L'autruche pourrait avoir inspiré ces deux Pokémon.

Nintendo et Game Freak n'ont pas évoqué les sources d'inspiration de ces Pokémon. Néanmoins, certains fans avancent que Doduo est plutôt basé sur l'autruche, tandis que d'autres avancent qu'il est plutôt inspiré du dodo. L'espère pourrait aussi être basée du moa, une espèce disparue incapable de voler, ou de Chocobo, un volatile de la série Final Fantasy. Le graphisme de Dodrio serait plutôt basé sur l'autruche, l'émeu, le casoar ou Chocobo.

### Étymologie
Doduo et Dodrio sont initialement nommés Dodo (ドードー, Dōdō) et Dodorio (ドードリオ, Dōdorio) en japonais. Ces noms sont ensuite adaptés dans trois langues lors de la parution des jeux en Occident : anglais, français et allemand ; le nom anglais est utilisé dans les autres traductions du jeu.
Nintendo choisit de donner aux Pokémon des noms « astucieux et descriptifs », liés à l'apparence ou aux pouvoirs des créatures, lors de la traduction des jeux ; il s'agit d'un moyen de rendre les personnages plus compréhensibles pour les enfants, notamment américains. Dodo est renommé « Doduo » en anglais et en français et « Dodu » en allemand et Dodorio s'appelle « Dodrio » en anglais et en français et « Dodri » en allemand. Selon IGN et Pokébip, les noms anglais et français ont la même origine : il s'agit de deux mot-valises composés de « dodo » volatile disparu et, respectivement de « duo » et de « trio »,,.

## Description
Ces deux Pokémon sont l'évolution l'un de l'autre : Doduo évolue en Dodrio. Dans les jeux vidéo, cette évolution survient en atteignant le niveau 31,.
Comme pratiquement tous les Pokémon, ils ne peuvent pas parler : lors de leurs apparitions dans les jeux vidéo tout comme dans la série d'animation, ils ne peuvent pas parler et ne sont seulement capables de communiquer verbalement en répétant les syllabes de leur nom d'espèce en utilisant différents accents, différentes tonalités, et en rajoutant du langage corporel.

### Doduo
Doduo est un Pokémon oiseau ressemblant à une autruche, à la différence près qu'il a deux têtes. Il est de couleur marron clair et possède un long cou, au-dessus d'un corps formé d'une sorte de « boule » duveteuse, ainsi que deux longues pattes dont il se sert pour courir vite. Ses quatre yeux (deux pour chaque tête) sont grands et entièrement noirs, ressemblant aux yeux de Pikachu ou Mélofée.
Le Pokédex décrit ce Pokémon comme incapable de voler mais courant très vite, comme les autruches. Néanmoins, dans les jeux vidéo Pokémon, ils sont tous deux aptes à la capacité spéciale Vol, permettant de voler d'un point à un autre, alors que dans la série animée, ils ne volent pas. Les deux têtes peuvent communiquer par télépathie.

### Dodrio
Dodrio est issu de la première génération et est de type normal et vol. Cette espèce insolite est le résultat de la division de l'une des têtes de Doduo lors de l'évolution. Dodrio court à plus de 60 km/h.
Ses trois têtes représentent différentes émotions : la joie, la colère et la tristesse. Enfin, il attaque très rapidement grâce à ses trois becs.

## Apparitions

### Jeux vidéo
Doduo et Dodrio apparaissent dans la série de jeux vidéo Pokémon. D'abord en japonais, puis traduits en plusieurs autres langues, ces jeux ont été vendus à plus de 200 millions d'exemplaires à travers le monde. Ils font leur première apparition le 27 février 1996, dans les jeux japonais Pocket Monsters Aka (ポケットモンスター 赤, Poketto Monsutā Aka, Pocket Monsters Rouge) et Pocket Monsters Midori (ポケットモンスター 緑, Poketto Monsutā Midori, Pocket Monsters Vert) (remplacé dans les autres pays par la version Bleue). Depuis la première édition de ces jeux, Rattata et Rattatac sont réapparus dans les versions jaune, or, argent, cristal, rubis, saphir, émeraude, rouge feu, vert feuille, diamant, perle et platine.
Il est possible d'avoir un œuf de Doduo en faisant se reproduire deux Pokémon dont au moins un Doduo ou un Dodrio femelle. Cet œuf éclot après 5 120 pas et un Doduo de niveau 5 en sort. Doduo et Dodrio  appartiennent au groupe d'œuf vol et ont les capacités « Fuite », « Matinal » et « Pieds Confus ».
Doduo apparait également dans Pokémon Snap.

### Série télévisée et films
La série télévisée Pokémon ainsi que les films sont des aventures séparées de la plupart des autres versions de Pokémon et mettent en scène Sacha en tant que personnage principal. Sacha et ses compagnons voyagent à travers le monde Pokémon en combattant d'autres dresseurs Pokémon. Dodrio fait une courte apparition dans le premier épisode de la série animée et est le premier volatile visible.